# Manilkara hoshinoi
Manilkara hoshinoi är en tvåhjärtbladig växtart som först beskrevs av Ryozo Kanehira, och fick sitt nu gällande namn av Pieter van Royen. Manilkara hoshinoi ingår i släktet Manilkara och familjen Sapotaceae. Inga underarter finns listade i Catalogue of Life.